# Heilbronn Open
L'Heilbronn Open, noto come Intersport Heilbronn Open per motivi di sponsorizzazione, è stato un torneo professionistico di tennis giocato sul cemento indoor che faceva parte dell'ATP Challenger Tour. Si giocava annualmente dal 1984 al 2014 al Tennis Center di Talheim, cittadina nei pressi di Heilbronn, in Germania. La prima edizione valevole per il Challenger Tour risale al 1988.
Dopo l'ultima edizione del gennaio 2014, nel maggio successivo ha avuto inizio a Heilbronn l'Heilbronner Neckarcup, un altro torneo Challenger ma su campi in terra rossa.
Michael Berrer detiene il record con 3 titoli in singolare, ed è l'unico ad avere multipli titoli. Michael Kohlmann, Johan Brunström e Johan Landsberg condividono i record con 2 titoli a testa nel doppio.

## Albo d'oro

### Singolare
| Anno | Campione           | Finalista            | Punteggio            |
| ---- | ------------------ | -------------------- | -------------------- |
| 1988 | Udo Riglewski      | Michael Kupferschmid | 6–3, 6–7, 6–4        |
| 1989 | Michael Stich      | Michael Tauson       | 6–3, 6–2             |
| 1990 | Milan Šrejber      | Alexander Mronz      | 7–6, 4–6, 7–6        |
| 1991 | Diego Nargiso      | Markus Zoecke        | 3–6, 7–6, 6–3        |
| 1992 | Karsten Braasch    | Markus Naewie        | 6–7, 6–2, 6–2        |
| 1993 | David Prinosil     | Martin Damm          | 6–3, 7–6             |
| 1994 | Markus Zoecke      | Cristiano Caratti    | 6–3, 6–4             |
| 1995 | David Rikl         | Frederik Fetterlein  | 7–5, 6–3             |
| 1996 | Chris Woodruff     | Gianluca Pozzi       | 6–3, 6–3             |
| 1997 | Henrik Holm        | Hendrik Dreekmann    | 6–3, 2–6, 6–0        |
| 1998 | Martin Sinner      | Gianluca Pozzi       | 6–0, 3–6, 6–3        |
| 1999 | Laurence Tieleman  | Markus Hantschk      | 6–2, 5–7, 6–3        |
| 2000 | Magnus Larsson     | Stéphane Huet        | 6–3, 7–6(1)          |
| 2001 | Michaël Llodra     | Goran Ivanišević     | 6–3, 6–4             |
| 2002 | Alexander Popp     | Jürgen Melzer        | 3–6, 6–3, 6–4        |
| 2003 | Karol Beck         | Jürgen Melzer        | 6–2, 5–7, 7–6(5)     |
| 2004 | Gilles Elseneer    | Lars Burgsmüller     | 3–6, 6–3, 7–6(5)     |
| 2005 | Jiří Vaněk         | Lars Burgsmüller     | 6–2, 6–4             |
| 2006 | Robin Söderling    | Tomáš Zíb            | 6–1, 6–4             |
| 2007 | Michael Berrer (1) | Michaël Llodra       | 6–5 ritiro           |
| 2008 | Andrej Golubev     | Philipp Petzschner   | 2–6, 6–1, 3–1 ritiro |
| 2009 | Benjamin Becker    | Karol Beck           | 6–4, 6–4             |
| 2010 | Michael Berrer (2) | Andrej Golubev       | 6–3, 7–6(4)          |
| 2011 | Bastian Knittel    | Daniel Brands        | 7–6(4), 7–6(5)       |
| 2012 | Björn Phau         | Ruben Bemelmans      | 6(5)–7, 6–3, 6-4     |
| 2013 | Michael Berrer (3) | Jan-Lennard Struff   | 7–5, 6–3             |
| 2014 | Peter Gojowczyk    | Igor Sijsling        | 6–4, 7–5             |

### Doppio
| Anno | Campioni                               | Finalisti                               | Punteggio              |
| ---- | -------------------------------------- | --------------------------------------- | ---------------------- |
| 1988 | Jaromír Bečka Udo Riglewski            | Axel Hornung Andreas Lesch              | 7–6, 4–6, 6–2          |
| 1989 | Martin Sinner Michael Stich            | George Cosac Adrian Marcu               | 4–6, 6–4, 7–6          |
| 1990 | David Rikl Tomáš Anzari                | Byron Talbot Jörgen Windahl             | 6–4, 6–4               |
| 1991 | Diego Nargiso Stefano Pescosolido      | Christian Saceanu Michiel Schapers      | 6–2, 6–2               |
| 1992 | Doug Eisenman Bent-Ove Pedersen        | Sander Groen Tomas Nydahl               | 6–1, 6–3               |
| 1993 | Jan Apell Jonas Björkman               | Brian Devening Peter Nyborg             | 6–2, 7–6               |
| 1994 | Ģirts Dzelde Mathias Huning            | Omar Camporese Cristiano Caratti        | 6–4, 6–2               |
| 1995 | Saša Hiršzon Goran Ivanišević          | Martin Sinner Joost Winnink             | 6–4, 6–4               |
| 1996 | Lorenzo Manta Pavel Vízner             | Diego Nargiso Udo Riglewski             | 6–3, 7–6               |
| 1997 | Olivier Delaître Stéphane Simian       | Patrick Baur Clinton Ferreira           | 6–7, 6–3, 7–6          |
| 1998 | Geoff Grant Mark Merklein              | Stefano Pescosolido Vincenzo Santopadre | 6–3, 7–6               |
| 1999 | Michael Kohlmann (1) Filippo Veglio    | Justin Gimelstob Chris Woodruff         | 6–4, 6–7, 7–5          |
| 2000 | Jan Siemerink John van Lottum          | Magnus Larsson Fredrik Loven            | 7–5, 7–6(6)            |
| 2001 | Sander Groen Jack Waite                | Petr Luxa David Rikl                    | 1–6, 6–3, 7–6(4)       |
| 2002 | Aleksandar Kitinov Johan Landsberg (1) | František Čermák Ota Fukárek            | 6(5)–7, 6–3, 6–1       |
| 2003 | Simon Aspelin Johan Landsberg (2)      | Petr Pála Pavel Vízner                  | 6–4, 6–4               |
| 2004 | Mariusz Fyrstenberg Marcin Matkowski   | Lars Burgsmüller Kenneth Carlsen        | 6–3, 6–3               |
| 2005 | Sébastien de Chaunac Michal Mertiňák   | Gilles Elseneer Gilles Müller           | 6–2, 3–6, 6–3          |
| 2006 | Christopher Kas Philipp Petzschner     | Lukáš Dlouhý David Škoch                | 6(2)–7, 6–3, [10–4]    |
| 2007 | Michael Kohlmann (2) Rainer Schüttler  | Sander Groen Michaël Llodra             | walkover               |
| 2008 | Rik De Voest Bobby Reynolds            | Igor' Kunicyn Aisam-ul-Haq Qureshi      | 7–6(2), 6(5)–7, [10–4] |
| 2009 | Karol Beck Jaroslav Levinský           | Benedikt Dorsch Philipp Petzschner      | 6–3, 6–2               |
| 2010 | Sanchai Ratiwatana Sonchat Ratiwatana  | Mario Ančić Lovro Zovko                 | 6–4, 7–5               |
| 2011 | Jamie Delgado Jonathan Marray          | Frank Moser David Škoch                 | 6–1, 6–4               |
| 2012 | Johan Brunström (1) Frederik Nielsen   | Treat Conrad Huey Dominic Inglot        | 6–3, 3–6, [10–6]       |
| 2013 | Johan Brunström (2) Raven Klaasen      | Jordan Kerr Andreas Siljeström          | 6–3, 0–6, [12–10]      |
| 2014 | Tomasz Bednarek Henri Kontinen         | Ken Skupski Neal Skupski                | 3–6, 7–6(3), [12–10]   |